# 联合民族解放阵线
联合民族解放阵线（UNLF），又称曼尼普尔联合民族解放阵线，是活跃于印度曼尼普尔邦的一个分离运动组织，该组织致力于通过全民公决来建立一个主权独立的、社会主义的曼尼普尔。其武装翼为曼尼普尔人民军。

## 背景
该组织成立于1964年11月24日，由数个组织合并而来。

## 意识形态和目标
国家调查局于2012年9月承认“联合民族解放阵线开展的活动是为了在曼尼普尔邦实现主权独立。”联合民族解放阵线将该声明视作“一次重大的政治胜利。”
联合民族解放阵线主席R. K. Meghan被国家调查局指控对印度发动“战争”，但是联合民族解放阵线领导人表示，联合民族解放阵线并不未将印度或其军队视作敌人，只抵抗驻扎在曼尼普尔的印度武装部队，抵抗那些从事殖民压迫的人。
Meghan认为曼尼普尔“处于戒严状态”，并质疑在曼尼普尔举行的选举的性质和价值。他认为“解决冲突的最民主手段是全民公决。”